# Luis Carlos Torrescusa
Luis Carlos Torrescusa Maldonad (n. Badajoz; 1963) es un entrenador de Balonmano Español.

## Biografía
Nacido en 1963, realizó sus estudios en el Inef de Madrid, obteniendo la licenciatura en Educación Física y premio especial fin de carrera. Inicia su carrera como entrenador en su tierra, en el Colegio de los Maristas en Badajoz, y la prosigue en Madrid en equipos de categorías de base. Posteriormente, en la temporada 89-90 dirige el EMT Pegaso de la División de Honor Femenina, obteniendo el subcampeonato de liga y siendo nombrado seleccionador junior femenino. 
La temporada 90-91, dirige el Tres de Mayo de Tenerife, militando en la liga Asobal y manteniendo la categoría, club que cede sus derechos al Club Galdar de Gran Canaria en esa misma temporada. En 1993 se vincula al Atlético de Madrid Alcobendas, dirigiendo la última temporada. Durante los siguientes años compagina labores técnicas con otras de gestión en la ciudad madrileña de Alcobendas, en el club que lleva el nombre de la localidad, Club Balonmano Alcobendas. En ese periodo el club obtuvo numerosos éxitos en categorías de base, tanto en la competición autonómica como en la nacional. Los mayores éxitos los ha protagonizado el primer equipo masculino, con tres ascensos a la liga Asobal: el primero de mano de Alberto Suárez y los dos siguientes bajo la dirección de Rafael Guijosa.
Durante este tiempo ha dirigido al equipo del club en primera división y división de honor B masculina, primera división y división de honor femenina, así como numerosas categorías de base. En el año 2000 deja la dirección del primer equipo del Club -que militaba en División de Honor B-, para desarrollar un nuevo proyecto: potenciar la línea femenina de la entidad. En 2008 consiguieron el ascenso a la División de Honor Femenina, Liga ABF, coincidiendo con el éxito del equipo masculino, que sube a la Liga Asobal.
Es director deportivo del Club Balonmano Alcobendas desde el año 1993, profesor de la Escuela Nacional de Entrenadores, desde 1988 y profesor de la Facultad de Ciencias de la Actividad Física y el Deporte de la Universidad Politécnica de Madrid. Ha sido Seleccionador Absoluto Femenino (1998-2000), Seleccionador Juvenil Femenino (2003-2005) y segundo entrenador de la Selección Junior y Juvenil Masculina. También ha ocupado puestos de responsabilidad en la Federación Española de Balonmano: Director de la Escuela Nacional de Entrenadores, Director y Coordinador de Deporte Base y miembro de la Comisión Técnica.
En el año 2007, con el patrocinio de Fundal y la colaboración del INEF de Madrid, funda y dirige el foro "José María Cagigal", un espacio de reflexión y diálogo en torno al deporte, pero sobre todo, un homenaje al insigne profesor y padre de la Educación Física en España fallecido trágicamente en un accidente de aviación.